# Dicranoptycha spinifera
Dicranoptycha spinifera là một loài ruồi trong họ Limoniidae. Chúng phân bố ở miền Tân bắc.